# Psychotria crassiramula
Psychotria crassiramula är en måreväxtart som beskrevs av Seymour Hans Sohmer. Psychotria crassiramula ingår i släktet Psychotria och familjen måreväxter. Inga underarter finns listade i Catalogue of Life.